# Палеоархей

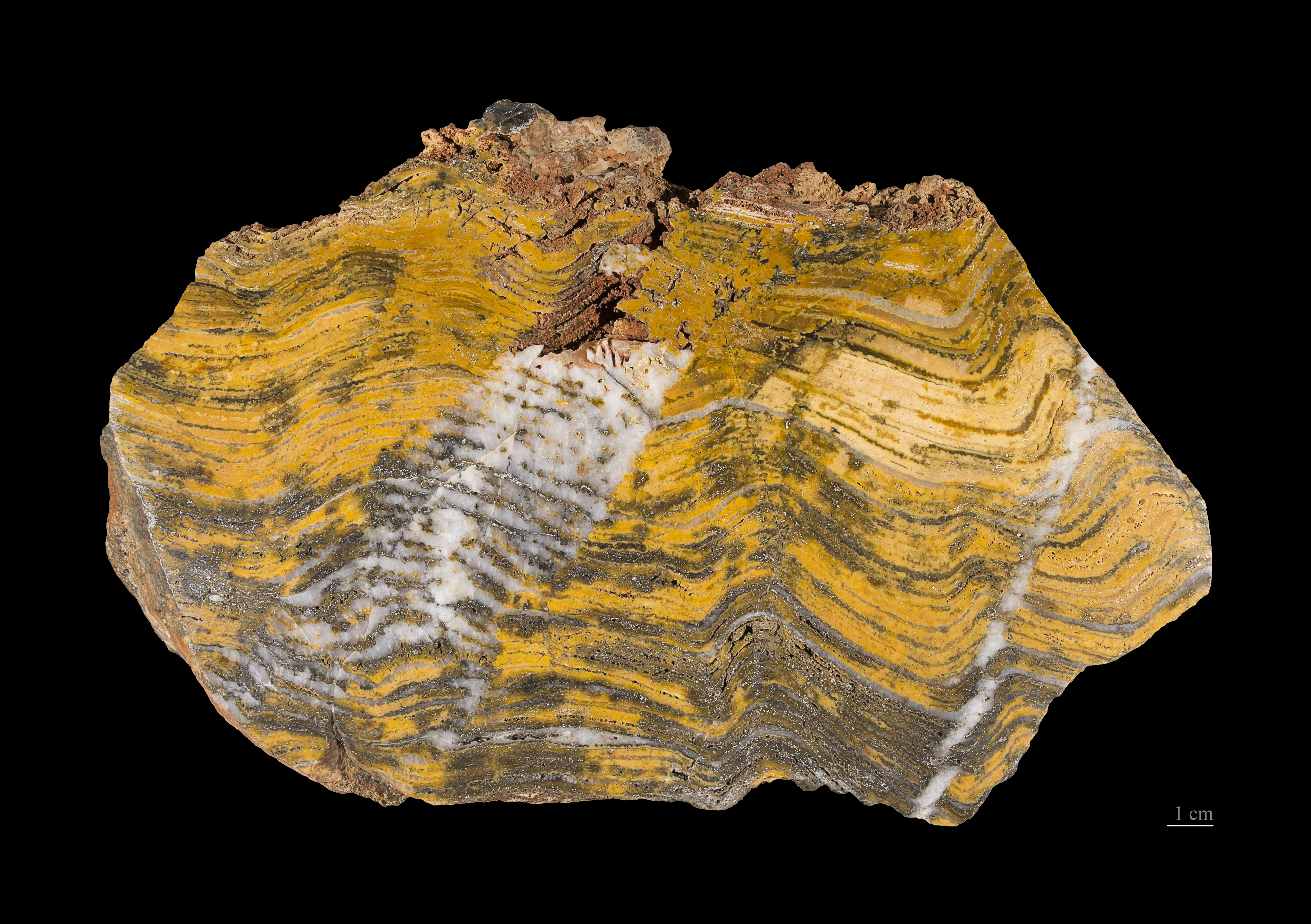
Строматоліти — Пілбара кратон — Західна Австралія

Палеоархе́й (від дав.-гр. παλαιός — «старий» и ἀρχαῖος — «давній») — геологічна ера, частина архею. Тривав 3,6—3,2 мільярдів років тому.
Найбільш рання форма життя, яка була знайдена в цю еру, — це бактерії віком понад 3,46 мільярдів років (знайдені в Західній Австралії).